# Anna Winger
Anna Winger és una escriptora estatunidenca resident a Berlín, Alemanya. És autora de la novel·la This Must Be the Place (Riverhead) i creadora de la sèrie de televisió Deutschland 83. Els seus assajos personals han aparegut a The New York Times Magazine, la revista Condé Nast Traveler, i el Frankfurter Allgemeine Zeitung. La sèrie de ràdio de la NPR Berlin Stories és un arxiu literari sobre la ciutat que també ha signat. Parla anglès, castellà i alemany, però sempre escriu en anglès. amb la distribució internacional del grup RTL FremantleMedia International
Winger va néixer amb el nom d'Anna Levine. Es va criar a Kenya, Massachusetts i Ciutat de Mèxic, i posteriorment va estudiar a la Universitat de Colúmbia a la Ciutat de Nova York.
Abans de començar a escriure, Winger es dedicava a la fotografia professional a Nova York. Durant un viatge a Xile va conèixer el seu marit Joerg Winger i es van traslladar a Colònia (Alemanya) i posteriorment a Berlín. Abans del 2002, Ala vivia a Nova York i el seu marit Joerg Lateral viure a Colònia. El 2002, es van traslladar a Berlín, Alemanya.
Deutschland 83, fou la seva primera incursió en TV. La sèrie fou co-creada amb el seu marit Joerg, i transmesa per Sundance Channel (EUA) a partir de juny de 2015 i a la RTL (Alemanya) al novembre i desembre de 2015. La sèrie de 8 episodis, narra la vida d'un jove soldat de l'Alemanya de l'Est que es converteix en espia en una missió secreta a Alemanya Occidental el 1983. L'estrena mundial fou amb els dos primers episodis que foren exhibits al Festival de Cinema de Berlín del 2015. Winger va escriure la sèrie en anglès, però fou traduïda a l'alemany, convertint-se en la primera sèrie de llengua alemanya emesa a la televisió nord-americana.
En el món literari, Winger ha publicat, This Must Be the Place, publicada el 2008 per Riverhead Books.